# Artur Międzyrzecki

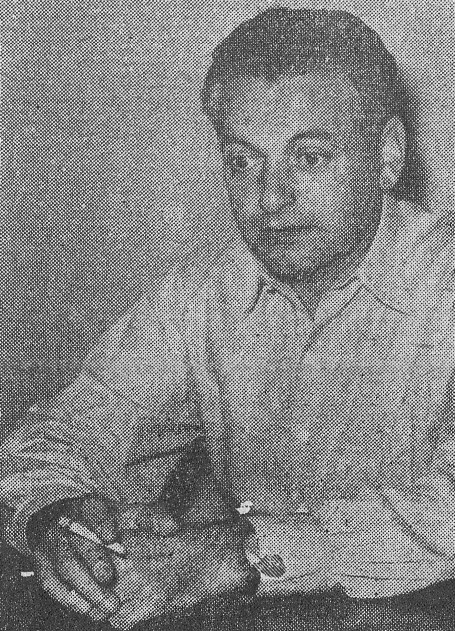
Artur Międzyrzecki w latach 50.

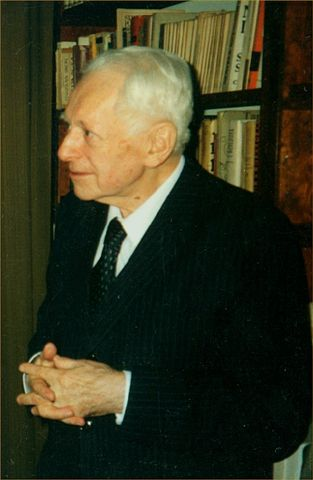
Artur Międzyrzecki w Polskim PEN-Clubie, Warszawa, 1996

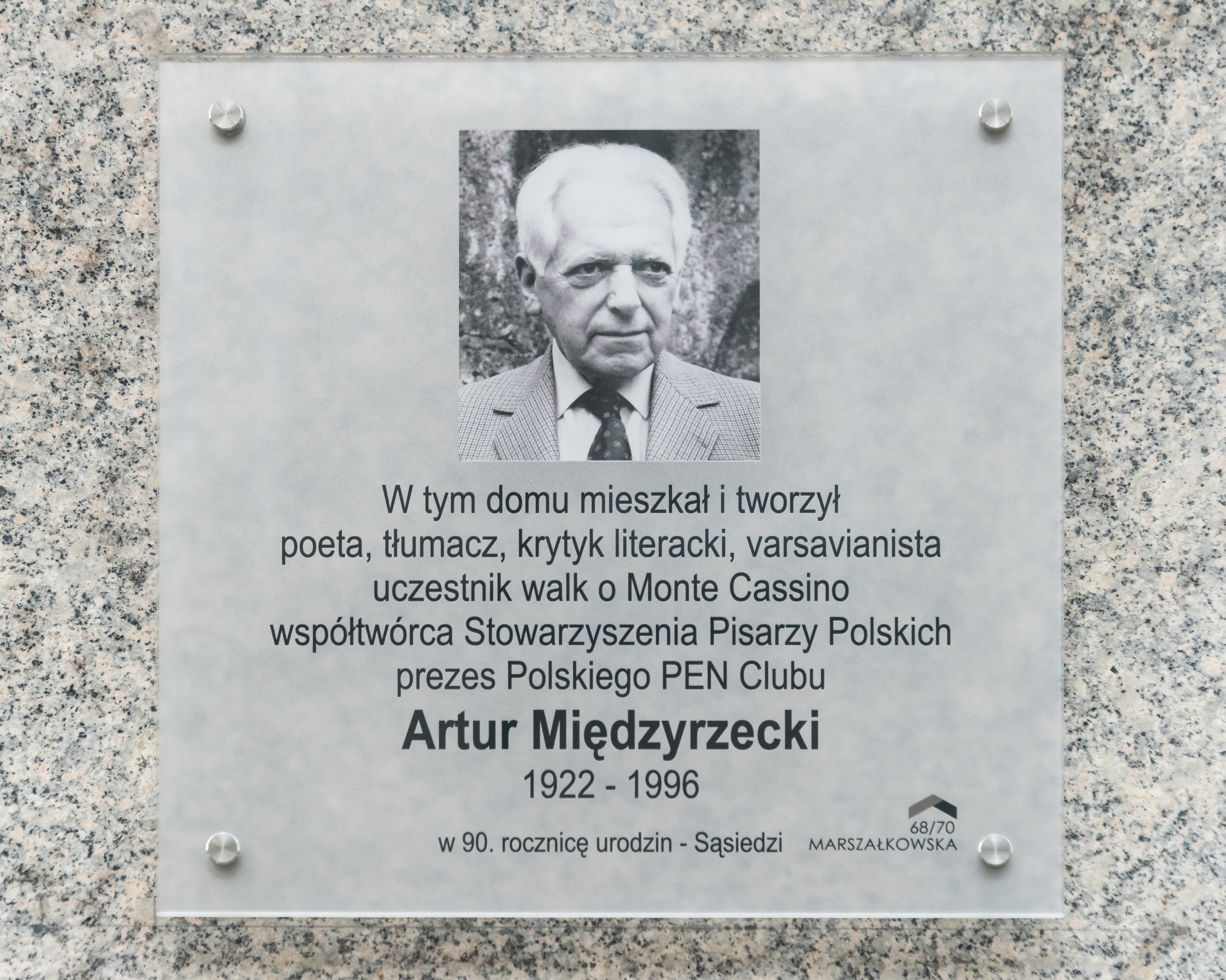
Tablica pamiątkowa na domu przy ul. Marszałkowskiej 68/70 w Warszawie

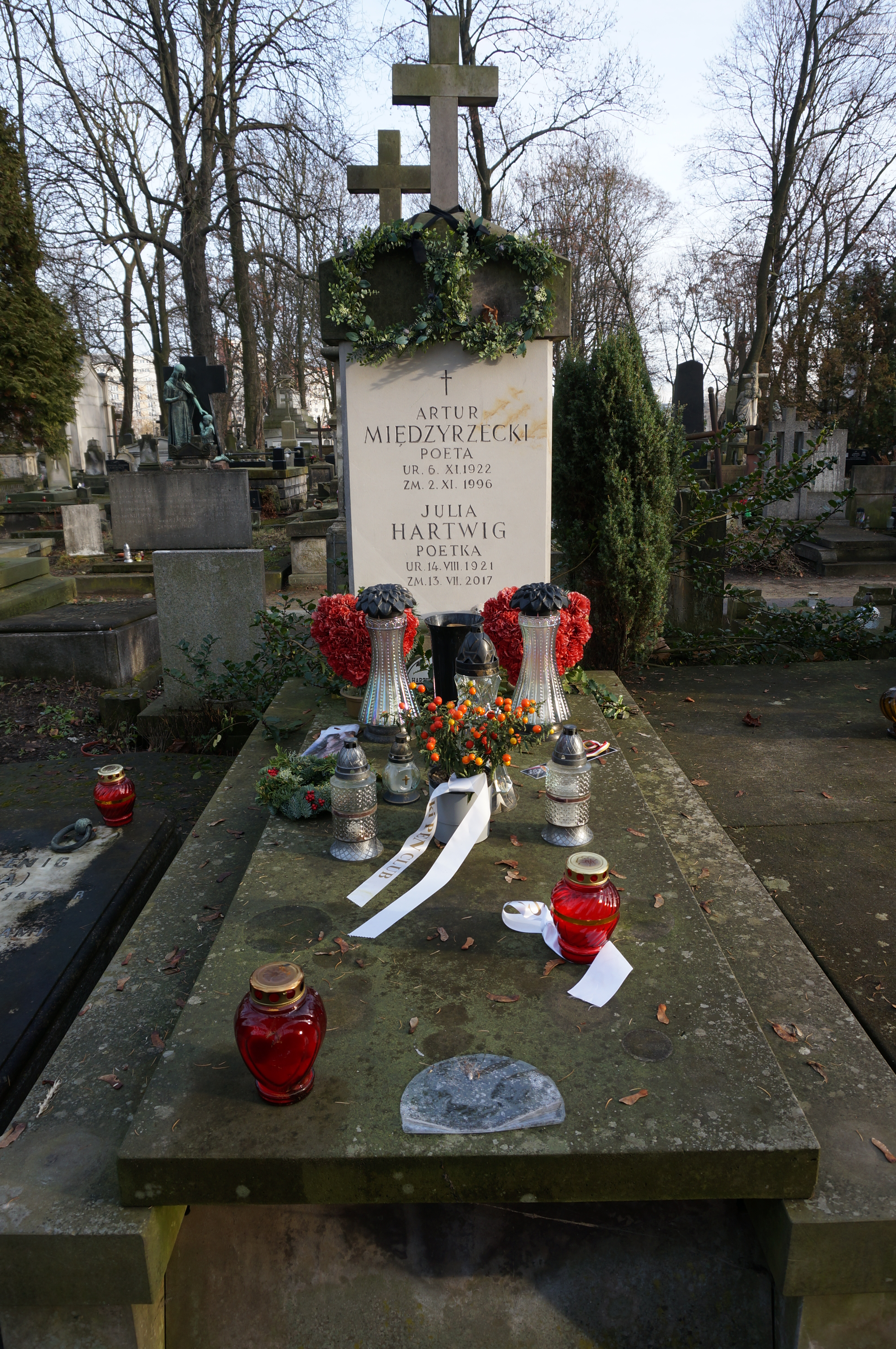
Grób Artura Międzyrzeckiego na a cmentarzu Powązkowskim w Warszawie

Artur Adam Międzyrzecki (ur. 6 listopada 1922 w Warszawie, zm. 2 listopada 1996 tamże) – polski poeta, tłumacz literatury francuskiej i anglosaskiej, autor słów piosenek, działacz społeczny i polityczny.

## Życiorys
Urodził się w rodzinie Mieczysława i Pelagii z Fuchsów. Młodość spędził w Warszawie, gdzie uczęszczał do szkoły. Ukończył gimnazjum we Lwowie (1939). 
Po wybuchu II wojny światowej znajdował się we Lwowie, skąd został w 1940 roku zesłany przez Sowietów do Kazachstanu. W 1942 roku wstąpił do Armii Polskiej w ZSRR. Następnie jako żołnierz Polskich Sił Zbrojnych na Zachodzie odbył cały szlak bojowy 2 Korpusu. W stopniu porucznika walczył m.in. pod Monte Cassino i w bitwie o Bolonię. Debiutował jako poeta w 1943 roku.
Po wojnie, do 1949 r. przebywał we Francji (gdzie studiował), następnie powrócił do kraju. W latach 1956–1958 współredaktor „Nowej Kultury”, 1965–68 „Poezji”. Publikował na łamach tygodnika „Świat”. W latach 1970–1974, razem z żoną, Julią Hartwig, przebywał w USA. Był uczestnikiem protestów przeciwko zmianom w konstytucji Polskiej Rzeczypospolitej Ludowej. W styczniu 1976 roku podpisał list protestacyjny do Komisji Nadzwyczajnej Sejmu PRL przeciwko zmianom w Konstytucji Polskiej Rzeczypospolitej Ludowej. W latach siedemdziesiątych uczestniczył w pracach Centrum Dialogu (Editions du Dialogue) księży pallotynów w Paryżu (dyrektor ks. Józef Sadzik). 20 sierpnia 1980 roku podpisał apel 64 uczonych, pisarzy i publicystów do władz komunistycznych o podjęcie dialogu ze strajkującymi robotnikami. W latach 80. wspierał Solidarność.
W latach 1991–1996 prezes polskiego PEN Clubu, wiceprezes światowego PEN. Był członkiem Stowarzyszenia Pisarzy Polskich. Autor przekładów utworów Apollinaire’a, Rimbauda, Baudelaire’a, Mandelsztama. Członek Kapituły Orderu Odrodzenia Polski (1993).
W 1992 r. wydał wraz z żoną Julią Hartwig antologię poezji amerykańskiej. Jego twórczość zarówno poetycka, jak i prozatorska cieszyła się uznaniem krytyków literackich. Ryszard Przybylski w książce To jest klasycyzm zaliczył go w poczet nurtu klasycystycznego w poezji polskiej drugiej połowy XX wieku, obok takich twórców, jak: Zbigniew Herbert, Jarosław Marek Rymkiewicz, Jerzy S. Sito oraz Julia Hartwig. Pisali o nim m.in. Stanisław Barańczak, Leszek Bugajski, Janusz Drzewucki, Stanisław Stabro, Leszek Szaruga.
Zmarł w Warszawie, pochowany na cmentarzu Powązkowskim (kwatera 3-2-18).

## Twórczość
- Namiot z Kanady. Wiersze 1942–44. Rosja, Iran, Irak, Palestyna, Liban, Egipt (poezje; Przedmowa: W. Kamiński; Tel Awiw, Przez Lądy i Morza na Wschodzie 1944)
- Strony przydrożne (Wiersze; Paryż 1949)
- Szyby Auchel (poemat; Książka i Wiedza 1951)
- Światło nowej dzielnicy (poezje; Czytelnik 1952)
- Noc noworoczna (poezje; Czytelnik 1953)
- Wieczory muranowskie (szkice literackie; PIW 1954)
- Cztery pory roku (autor tekstu w albumie; oprac. red. i ilustr.: B. i S. Bałukowie. Oprac. graf.: K. Mann; Polonia 1955)
- Południe (poezje; Czytelnik 1956)
- Opowieści mieszkańca namiotów i inne opowiadania (MON 1957; Wydanie następne łącznie z tomem Powrót do Sorrento pt. Opowieści mieszkańca namiotów; Powrót do Sorrento: wydanie 2: Czytelnik 1965, 1982)
- Warszawa Prusa i Gierymskiego. Szkice z dawnej Warszawy (Arkady 1957)
- Wiersze wybrane (PIW 1957)
- Powrót do Sorrento (szkice literackie; MON 1958; Wyd. następne łącznie z tomem Opowieści mieszkańca namiotów pt. Opowieści mieszkańca namiotów; Powrót do Sorrento: wydanie 2: Czytelnik 1965, 1982)
- Kombatanci i podróżnicy. Z 16 rysunkami z podróży na Wschód Juliusza Słowackiego (Czytelnik 1960)
- Noc darowana (poezje; PIW 1960)
- Jaś i Małgosia. Bajka w 7 odsłonach (wespół z Julią Hartwig; Prapremiera: Teatr Komedia, Warszawa 1961; Druk w: Bajki zza kurtyny. Sztuki dla teatru dziecięcego, Centralny Ośrodek Metodyczny Upowszechniania Kultury 1972)
- Pierwsze przygody Poziomki (opowieść dla dzieci; wespół z Julią Hartwig; Nasza Księgarnia 1961; Wydanie 2 pt. Przygody Poziomki, 1967)
- Pan Nobo. Dalsze przygody Poziomki (Nasza Księgarnia 1964; Wydanie 2 pt. Przygody Poziomki 1967)
- Piękne zmęczenia (poezje; Czytelnik 1962)
- Tomcio Paluch (bajka dla dzieci; Prapremiera: Teatr Komedia, Warszawa 1962)
- Śmierć Robinsona. (opowiadania; Czytelnik 1963, 1976; Przekł. niem.: Kongress der Blumenzuchter, przeł. Peter Lachmann, München 1966)
- Czego chce pies? (wiersze dla dzieci; Ruch 1964, 1967)
- Poezja dzisiaj (szkice; PIW 1964)
- Selekcje (wiersze i proza poetycka; Czytelnik 1964)
- Na przykład Ogród Saski (wiersze dla dzieci; Ruch 1965)
- Ekspedycja (sztuka w 3 aktach; „Dialog” nr 3/1966)
- Zamówienia (poezje; Czytelnik 1968)
- Wielki pościg (powieść dla młodzieży; wespół z Julią Hartwig; Nasza Księgarnia 1969)
- Dialogi i sąsiedztwa (PIW 1970)
- Złota Papuga. Opowieść o przygodach i miłostkach Franciszka Diabola-Diablotki (Czytelnik 1970, 1979; przekład węgierski: Aż aranypapagaj, przeł.l I. Fejer, Budapest 1972)
- Wybór wierszy (Czytelnik 1971)
- 14 poems (poezje w języku ang.; USA, The Windhover Press 1972)
- Wygnanie do rymu (poezje; PIW 1977)
- Poezje wybrane (LSW 1979)
- Wiek mentorów (opowiadania; Czytelnik 1979)
- Poezja (PIW 1980)
- Czuwanie (powst. 1981; Warszawa 1984; Druk bibliofilski. Wiersz dedykowany Jerzemu Andrzejewskiemu)
- Ptaki [Wiersze z l. 1968–1970]; I nie ma ciebie dawnego. [Wiersze z l. 1976–1981]. (Druk bibliofilski. dwuczęściowy; Grafiki do wierszy: A. Graczykowski; Correspondance des Arts 1981)
- Wojna nerwów (poezje; Czytelnik 1983)
- Koniec gry (poezje; Czytelnik 1987)
- Między nami mówiąc (proza wspomnieniowa; PIW 1992)
- To samo miasto, ta sama miłość. Opowiadania i fragmenty dzienników (Czytelnik 1992)
- Wiersze dawne i nowe (Fundacja NOWEJ 1992)
- I nie ma ciebie dawnego [Wiersze z l. 1975–1993]. (Z linorytem Tadeusza Nuckowskiego; Gdzie indziej 1993)
- Rzeka czarownic [Wiersze wybrane z lat 1944–1994] (Tikkun 1994)
- U progu XXI wieku. O Monte Cassino – cezaryzmie – i minimum powagi – o pięknej lokalności poezji – o Rimbaudzie i klasykach – o surrealizmie i poezji amerykańskiej – o hasłach: „śmierć intelektualistom!”, „wykosić wszystko, co wystaje!” i „patrz pan, szatan!”. Z pisarzem rozmawia Tadeusz Kraśko. (Baran i Suszczyński 1996)
- Nieskończona przejrzystość (wybór poezji; Znak 1999)

## Teksty piosenek z nutami (wydania)
- Piosenka mariensztacka (wespół z Tadeuszem Kubiakiem; muzyka: Władysław Szpilman; PWM1954, wydanie 2: 1954)
- Trzej przyjaciele z boiska. Walc (muzyka: Władysław Szpilman; Współwydanie z: Kazimierz Winkler: Złoty piasek. Tango; PWM 1954, 1955)
- Czerwony tulipan (muzyka: Władysław Szpilman; w: Śpiewamy i tańczymy 1955)
- Niedzielne południe. Piosenka slow-fox (muzyka: Władysław Szpilman; PWM 1955; Wydanie następne łącznie z: Tadeusz Urgacz, Dziewczęca piosenka. Fokstrot; PWM 1956)
- Spotkanie z księżycem (muzyka: Władysław Szpilman, w: Śpiewamy i tańczymy 1955)
- A to jest maj. Fokstrot (muzyka: R. Żyliński; PWM 1956)
- Letni dzień. Slow-fox (muzyka: Władysław Szpilman; PWM 1956)
- W pustym pokoju. Tango (muzyka: Witold Lutosławski; Współwydanie z: Stanisław Werner, Wróbel oszczerca. Walc, muzyka H. Markiewicz; PWM 1962)
- Nigdy nie wiesz... Walc-piosenka (muzyka: P. Leśnica; WAiF 1963)

## Przekłady i opracowania
- Guillaume Apollinaire, Zwierzyniec albo Świta Orfeusza (przekład i posłowie; Wydawnictwo Literackie 1963, WAiF 1983, 1989)
- Louis Aragon, Elza. Poemat (przekład i wstęp; Państwowy Instytut Wydawniczy 1963)
- Guillaume Apollinaire, Poeta zamordowany (opowiadania; wespół z Julią Hartwig; autor przedmowy; Wydawnictwo Literackie 1966, 1976, 1993).
- Arthur Haulot, Rudy (opowieść dla dzieci; Ruch 1967)
- Gyula Illyés, Poezje (Państwowy Instytut Wydawniczy 1967)
- Antonio Machado y Ruiz, Serce i kamień. Wybór poezji (przekład i wstęp; Państwowy Instytut Wydawniczy 1967)
- Yves Bonnefoy, Ten sam ciągle głos. Wiersze (Państwowy Instytut Wydawniczy 1968)
- Artur Lundkvist, Wiersze (Wybór i opracowanie: Zygmunt Łanowski; Tłumaczenie wespół z Zygmuntem Łanowskim; Państwowy Instytut Wydawniczy 1968)
- Gyula Illyés, Poezje wybrane (ponadto wybór i nota biograficza; LSW 1970)
- Ja to ktoś inny. Korespondencja Artura Rimbaud (wespół z Julią Hartwig; Czytelnik 1970)
- Louis Aragon, Wieśniak paryski (proza; Państwowy Instytut Wydawniczy 1971)
- René Char, Wspólna obecność. Wybór poezji (także autor wstępu; Państwowy Instytut Wydawniczy 1972, 1981)
- Artur Międzyrzecki, 14 poems (przekład, z udziałem J. Batki; Iowa City, The Windhover Press 1972)
- Guillaume Apollinaire, Nowe przekłady wespół z Julią Hartwig; Wydawnictwo Literackie 1973; Wydanie następne poszerzone pt. Piosenka niekochanego i inne wiersze, Wydawnictwo Literackie 1994)
- Louis Aragon, Szafa z lustrem w pogodny wieczór [Utwór dramatyczny](wespół z Julią Hartwig; „Dialog” nr 7/1976)
- Jean Racine, Fedra. Tragedia w 5 aktach (Wyst. Teatr Mały, Warszawa 1977; Państwowy Instytut Wydawniczy 1978)
- Oscar V. de Lubicz Milosz, Miłosne wtajemniczenie. Fragment pamiętników kawalera Waldemara de L. (także autor posłowia; Wydawnictwo Literackie 1978; Wydanie 2 poprawione 1994)
- Moliere, Szkoła żon (Wyst. Teatr Narodowy 1979; także autor słowa wstępnego; Czytelnik 1983)
- Arthur Rimbaud, Sezon w piekle; Iluminacje (także autor posłowia; Wydawnictwo Literackie 1980)
- Antonio Machado y Ruiz, Poezje wybrane (Ludowa Spółdzielnia Wydawnicza 1985),
- Rimbaud, Apollinaire i inni (antologia poezji; Czytelnik 1988); Nagroda miesięcznika „Literatura na Świecie” za przekłady poezji w 1988 r.)
- Guillaume Apollinaire, Wiersze miłosne (wespół z Julią Hartwig; Pavo 1992)
- O miłości (wybór: Julia Hartwig; Tenten 1994)
- Arthur Rimbaud, Poezje wybrane (wybór, opracowanie i wstęp; Ludowa Spółdzielnia Wydawnicza 1994)

## Prace redakcyjne
- Ziemia rodzinna [Album] (współautor wyboru wierszy, wespół z Tadeuszem Kubiakiem; Fotografie zebrał i ułożył Edward Hartwig; Nasza Księgarnia 1955)
- Salvatore Quasimodo, Poezje (wybór, wstęp i współautorstwo przekładów; Państwowy Instytut Wydawniczy 1961)
- Konstanty Ildefons Gałczyński, Liryka. 1926–1953 (wybór i wstęp; Państwowy Instytut Wydawniczy 1962, 1963, 1973, 1985, wydanie 5 uzupełnione i poprawione 1994, 1995)
- Borys Słucki, Pamięć (autor wyboru; Państwowy Instytut Wydawniczy 1965, 51 s.
- Pierścień, peleryna, pióro. Poetyckie nagrody 1959–1966 pod egidą Zrzeszenia Studentów Polskich i Klubu Studentów Wybrzeża „Żak” (autor wyboru; Wydawnictwo Morskie 1968)
- E.E. Cummings, Wybór wierszy. (wybór i wstęp; Państwowy Instytut Wydawniczy 1985)
- Opiewam nowoczesnego człowieka. Antologia poezji amerykańskiej. Wiersze amerykańskie od Poego, Whitmana i Emiły Dickinson do poetów dzisiejszych (wespół z Julią Hartwig; Reprint, Res Publica 1992)
- Arthur Rimbaud, Wiersze; Sezon w piekle; Iluminacje; Listy (wybór, opracowanie i posłowie; Wydawnictwo Literackie 1993, 383 s.
- Wspomnienia o Antonim Słonimskim (wespół z Pawłem Kądzielą; Biblioteka „Więzi” 1996)

## Ordery i odznaczenia
- Krzyż Komandorski z Gwiazdą Orderu Odrodzenia Polski (5 grudnia 1995)[7]
- Krzyż Oficerski Orderu Odrodzenia Polski[8]
- Złoty Krzyż Zasługi (11 lipca 1955)[9]
- Medal 10-lecia Polski Ludowej (22 lipca 1955)[10]
- Krzyż Pamiątkowy Monte Cassino[8]
- Brązowy Medal „Za zasługi dla obronności kraju” (1966)[11]
- Medal ZAiKS-u (1988)[12]
- Honorowa Odznaka ZAiKS-u (1978)[12]

## Nagrody[13]
- Nagroda Polskiego PEN Clubu (1971)
- Prix de Traduction Fundacji d’Hautevilliers (1977)
- Nagroda literacka ZAiKS-u dla tłumaczy (1985)[12]
- Thornton Wilder Prize (1986)
- Nagroda Fundacji Alfreda Jurzykowskiego (1987)

## Upamiętnienie
- Tablica pamiątkowa na domu przy ul. Marszałkowskiej 68/70 (od strony ul. ks. I. Skorupki) w Warszawie, w którym mieszkał, odsłonięta w 2012[14].
- Jest patronem ławeczki w Parku Ratuszowym w Krakowie w dzielnicy XVIII Nowa Huta, o czym informuje tabliczka. Patroni ławeczek w przestrzeni publicznej są wybierani w ramach projektu Kody Miasta realizowanego przez Krakowskie Biuro Festiwalowe, operatora tytułu Kraków Miasto Literatury UNESCO, którym Kraków został uhonorowany w 2013 roku[15][16].